# Ted Fisch
Ted Fisch ist ein ehemaliger australischer Skirennfahrer, nordischer Kombinierer und Skispringer.

## Werdegang
Im September 1948 wurde Ted Fisch, der für das Team Victoria antrat, australischer Meister im Skispringen, indem er sich gegen 19 Konkurrenten, darunter den polnischen Favoriten Tadeusz Zuber (2.) durchsetzte.
Er war auch im Ski Alpin und der Nordischen Kombination aktiv und blieb das auch bis mindestens 1976, als er, trotz eines für Sportler hohen Alters, konkurrenzfähig für das Team Cooma II am „Perisher Cup“, einem Kombinationswettbewerb aus Slalom, Skilanglauf und Skispringen teilnahm.